# Castello di Monfragüe
Il castello di Monfragüe è una fortezza in rovina ora consolidata, situata nel cuore del parco nazionale di Monfragüe, all'interno del comune spagnolo di Torrejón el Rubio, nella provincia di Cáceres, Estremadura. Il castello è candidato per entrate nella lista Unesco dei Patrimoni dell'umanità.

## Storia
Gli arabi conquistarono queste terre nel  713, e le chiamarono Al-Mofrag cioè "l'abisso". Gli stessi arabi costruirono qui la fortezza nell'811 sui resti di un'antica fortificazione utilizzata principalmente dai Celti per difendersi dai Romani e poi usata dagli stessi Romani come punto strategico di vedetta.
Successivamente tra gli anni 1169 e 1180 si verifica la riconquista cristiana del castello prima per mano del portoghese Geraldo Sempavor e poi la definitiva riconquista da parte di re Alfonso VIII di Castiglia.

## Descrizione
Nel castello si conservano resti della muraglia e un barbacane, un serbatoio arabo e due torri della fase cristiana. La torre meglio conservata (ricostruita e accessibile) ha forma pentagonale ed è stata eretta nel XV secolo. L'altra torre, anch'essa ristrutturata, è di forma cilindrica.
Quasi attaccato ad una delle torri del castello si trova un eremo, di costruzione più moderna, che ospita la Vergine di Monfragüe, scultura bizantina portata nel XII secolo da Gerusalemme, in Palestina, dai cavalieri crociati dell'Ordine di Monte Gaudio, fondatori dell'Ordine di Monsfrag.

## Posizione strategica
Questa torre di guardia è stata utilizzata nel corso della sua storia da ordini militari, dai celti, dai romani, dagli arabi ed infine dai cristiani, che ne hanno fatto uno dei principali punti difensivi a causa della posizione privilegiata della collina su cui sorge, proprio su terreno aspro e accidentato, che nasce sulle rive del fiume Tago. Dalla torre del dongione si può vedere quasi tutto il Parco nazionale e molte delle anse formate dalle acque del fiume Tago nel bacino di Alcántara.